# صوت المرأة الليبية
صوت المرأة الليبية هي منظمة غير حكومية (NGO) تأسست من أجل تعزيز وحماية حقوق المرأة في ليبيا. يقع المقر الرئيسي لمنظمة صوت المرأة الليبية في طرابلس ولها مكاتب فرعية في الزاوية ومصراتة. لاتزال منظمة صوت المرأة الليبية قائمة على القيادة الشبابية بصورة كبيرة والتي تواصل دعوتها إلى تنمية المرأة. بالإضافة إلى تحدي الأعراف السائدة في المجتمع الليبي. وتعمل على نشر المعلومات على المستوى الوطني من خلال إنشاء فرق محلية تتكون من كلاً من الأفراد والمنظمات.

## تاريخها
تأسست منظمة صوت المرأة الليبية في شهر أغسطس عام 2011 رداً على الثورة الليبية التي قامت في السابع عشر من شهر فبراير. تم تأسيسها في طرابلس من قبل آلاء مرابط، وهي طبيبة شابة وناشطة في حقوق المرأة. مرابط كانت في عامها الأخير في كلية الطب وبعد الثورة، شعرت أن هناك «نافذة من الفرص للمرأة في ليبيا.»  وبحلول نوفمبر، نظمت المجموعة المؤتمر الدولي الأول للمرأة على الإطلاق في ليبيا. أيضا، وفي غضون فترة قصيرة جدا من الزمن، أنشأت المنظمة مركزاً نسائياً في طرابلس وكان يقدم دروساً.
مرابط قد سعت من خلال منظمة صوت المرأة الليبية لاستخدام «نماذج معتمدة دوليا» لدعم مجموعتهم، ولكنها لم تجد سوى الأبواب المغلقة في ليبيا المحافِظة والتي يسكنها نسبة كبيرة من السٌنَّة العرب. عن طريق تعديل نهجهم واستخدام تفسيرات سلمية للإسلام في عملهم، وجدوا صوتا أكبر بين الرجال والنساء على حد سواء. نهج منظمة صوت المرأة الليبية، باستخدام الدين من أجل «كسب التأييد على المستوى المحلي»، كان وسيلة فريدة من نوعها لتفعيل التغيير في ليبيا.

## المشاريع والبرامج

### صوت واحد
صوت واحد والذي أقيم في نوفمبر 11-15، تم تنظيمه من قبل منظمة صوت المرأة الليبية وكان أول مؤتمر دولي للمرأة يقام في ليبيا على الإطلاق، وقد ضم المؤتمر موضوعات تتعلق بالسياسة، الدين والاقتصاد. وقد اختتم بجلسة مغلقة للنساء فقط حول موضوعات مثل صحة المرأة والعنف القائم على أساس نوع الجنس.

### مشروع نور
مشروع نور، هو برنامج يسعى إلى رفع الوعي بالعنف المنزلي والاعتداء الجنسي على النساء في ليبيا. وهو عبارة عن حملة إعلامية والتي تستخدم اللوحات، الإذاعة والتلفزيون ووسائل الاعلام الاجتماعية لنشر رسالتها. مشروع نور فريد من نوعه حيث أنه يسعى لمعالجة الأفكار المحيطة بهذه القضايا عن طريق استخدام لغة دينية في بلد غالبية سكانه من المسلمين. تسعى منظمة صوت المرأة الليبية للوصول إلى هذه المناطق الدينية في ليبيا وتصحيح «سوء فهم وتحريف التعاليم الإسلامية» التي قلصت حقوق المرأة في الشرق الأوسط. يستخدم مشروع نور تعاليم الدين الإسلامي لمناهضة العنف، ولا سيما تلك التفسيرات للقرآن التي أكدت على المساواة بين المرأة والرجل. ساعدت نادية الفلاح في بدء مشروع نور في عام 2013، وتأمل أن يكون «أداة لإثارة الأحاديث في المنازل والمساجد، (و) المقاهي». قد طلبت فلسطين والأردن على حد سواء من منظمة صوت المرأة الليبية أن يتم تكرار مشروع نور في بلدانهم.

### اليوم العالمي للحجاب البنفسجي
المقالة الرئيسية: اليوم العالمي للحجاب البنفسجي
هو حدث حيث ترتدي النساء الحجاب البنفسجي لإظهار "تذكير لموقف الإسلام الصارم ضد العنف المنزلي." صرحت مرابط بأن يوم الحجاب البنفسجي يطعن مباشرة في حق المسلم المُتَصور والمغلوط في إيذاء الزوجة أو الابنة أو الأم أو الأخت."  أقيم أول يوم للحجاب البنفسجي في ليبيا عام 2012، بينما شهد الحدث في عام 2013 حضور 13000 ليبي. تاريخ يوم الحجاب البنفسجي (السبت الثاني من فبراير) يحدث من أجل التذكير بمقتل آسيا الزبير، المهندسة المعمارية التي وجدت مطعونة ومقطوعة الرأس على يد زوجها المعتدي مزمل حسن. ويتم تشجيع الرجال وتلك اللواتي لا يرتدين الحجاب لارتداء وشاح، ربطة عنق أو شريطة ذات لون بنفسجي في يوم الحجاب البنفسجي.

## روابط خارجية
- الموقع الرسمي.

‌